# 345 Park Avenue
345 Park Avenue är en skyskrapa på Manhattan i New York, New York i USA.
Den var färdigbyggd 1969 och ritades av arkitektbyrån Emery Roth & Sons. Skyskrapan är 193,25 meter hög och har 44 våningar.
Företag och organisationer såsom Blackstone, Blackstone Real Estate Income Trust, Deutsche Bank, KPMG och National Football League (NFL) har verksamheter i byggnaden.